# Fast & Furious: Spy Racers
Fast & Furious: Spy Racers (conocida como Rápidos y furiosos: Espías al volante en Hispanoamérica) es una serie de televisión animada por computadora estadounidense que se estrenó en Netflix el 26 de diciembre de 2019, basada en la serie de películas Fast & Furious de Gary Scott Thompson. La serie es producida por Tim Hedrick, Bret Haaland, Vin Diesel, Neal H. Moritz y Chris Morgan. Hedrick y Haaland también actúan como showrunners del programa.
La sexta y última temporada, subtitulada Homecoming, se estrenó el 17 de diciembre de 2021.

## Trama
Tony Toretto, el primo de Dominic Toretto, es reclutado por una agencia gubernamental junto con sus amigos para infiltrarse en una liga de carreras de élite que sirve como fachada para una organización criminal llamada SH1FT3R que está empeñada en dominar el mundo.
En la Temporada 2, la pandilla va a Brasil en una misión encubierta para encontrar a Layla Gray y evitar una posible dominación mundial a manos de una hija fallecida por mucho tiempo de una conocida pandilla en Río de Janeiro.
En la Temporada 3, Tony y su equipo hacen un viaje peligroso al desierto del Sahara cuando la Sra. Nowhere desaparece misteriosamente en una misión allí, todos los agentes descubren un complot de un villano maníaco usando satélites meteorológicos de control remoto.
En la Temporada 4, la Sra. Nowhere y el equipo de Tony son incriminados por un crimen en el que no estaban involucrados antes, y huyen a México para encontrar al verdadero culpable, limpiar sus nombres y huir del superagente imparable que los persigue. abajo.
En la Temporada 5, el grupo viaja al Océano Pacífico Sur para rescatar a uno de los suyos, lo que lleva a un enfrentamiento con un viejo enemigo.
En la Temporada 6, el equipo vuelve a luchar contra un viejo némesis en un enfrentamiento que los lleva de regreso a Los Ángeles.

## Reparto de voz

### Principal
- Tyler Posey como Tony Toretto, el primo menor de Dominic Toretto.[5] Aspira a ser una leyenda como su primo.
- Charlet Chung como Margaret "Echo" Pearl, la amiga de Tony, descrita como una artista tremendamente talentosa y una espía natural.[5] Ella tiene el pelo verde y se asegura de que sus paseos se vean geniales,[6] No le gusta que la llamen por su nombre real. Echo fue incluida en un curso de entrenamiento de espías por la Sra. Nowhere en la Temporada 3, pero finalmente descubre que prefiere seguir su corazón en lugar de órdenes.
- Jorge Diaz como Cisco Renaldo, el amigo de Tony que también es mecánico, descrito como el músculo y el amor del equipo.[5][6] Disfruta de la comida y la bebida; en un episodio, se aseguró de instalar portavasos en todas partes de su vehículo.
- Camille Ramsey como Layla Gray, una notable corredora clandestina que trabajó para SH1FT3R y es la mano derecha de Shashi hasta que se reformó. Prefiere ser un lobo solitario, y su voz tiene un Twang sureño.[5][6] Layla fue reclutada por Ms. Nowhere en la Temporada 2 y se ha convertido en una de las aliadas más confiables de la tripulación. Actualmente es miembro del equipo de Tony a partir de la Temporada 3.
- Luke Youngblood como Frostee Benson, amigo de Tony, un genio de la tecnología de 13 años. Le gusta diseñar artilugios, volar drones y piratear sistemas. Su bebida favorita es Yoka y, debido a su edad, es el único miembro del grupo sin coche propio hasta la Temporada 6, cuando aprueba su examen de conducir y obtiene su licencia. Frostee es el primer papel de voz de Youngblood.[5][6]
- Renée Elise Goldsberry como la Sra. "Janet" Nowhere, el agente secreto de enlace del equipo. Ella trata de mantener a Tony y su equipo bajo control y en misión.[5][6]
- Manish Dayal como Shashi Dhar (principal: temporada 1; invitado: temporada 5), el líder del grupo SH1FT3R. Los Spy Racers están asignados para detenerlo después de que se sospecha que ha robado "llaves" a los multimillonarios del mundo.[5][6] Shashi fue arrestado después de la temporada 1. En la temporada 5, la Sra. Nowhere lo libera para ayudar a Tony y los demás a detener el plan de Sudarikov.
- Avrielle Corti como Rafaela Moreno (principal: temporada 2-3; invitada: temporadas 4 y 6), la hija de un conocido señor del crimen que desprecia su vivienda actual en Río y tiene una mente para dominar el mundo con una fórmula de control mental. Fue detenida después de que sus planes fueran frustrados en el final de la Temporada 2. Después de que Cleve Kelso la sacara de prisión al comienzo de la temporada 3, Rafaela se encuentra actualmente prófuga desde el final de la tercera temporada hasta que fue arrestada al comienzo de la Temporada 4.
- India de Beaufort como DANN (temporada 6), un cyborg súper inteligente creado por The Agency para ayudar a salvar al mundo de las amenazas globales. Su programación de IA luego se corrompe y ahora quiere destruir el mundo, en lugar de salvarlo debido al calentamiento global.

### Estrellas invitadas y recurrentes
- Jimmy Tatro[5] como Mitch, un corredor callejero rival local, descrito como un poco cabeza de chorlito.[6]
- Tru Valentino[5] como Gary, asistente de la Sra. Nowhere; and Scadan, a SH1FT3R racer
- Vin Diesel como Dominic Toretto, el famoso primo de Tony que recomienda a Tony y la pandilla a la Sra. Nowhere.[5] Es demasiado visiblemente famoso para estar haciendo las misiones él mismo. Hace breves apariciones en la serie.[6] La hija de Vin, Similce Diesel, también hace la voz de Sissy Benson, la hermana de Frostee.[5][7]
- Similce Diesel como Sissy Benson, la hermana menor de Frostee. Al principio parece molesta con los conocimientos tecnológicos de Frostee, pero pronto se revela que comparte su intelecto. Ella también idolatra a los Spy Racers y los ayuda en ocasiones, y se dice que posiblemente se una a ellos cuando sea mayor. Ella también está enamorada de Tony a lo largo de la serie.
- Fred Tatasciore como Sudarikov (temporadas 1 y 5), traficante de armas y socio de Shashi; y Rusty (temporadas 1 y 5), un guardia en la finca de Shashi. Ambos regresan en la temporada 5 como el villano principal y su mano derecha, respectivamente.
- Dave Thomas como Cleve Kelso (temporadas 1, 3 y 6), un multimillonario corrupto responsable de la muerte de los padres de Shashi. Kelso regresó en la temporada 3 como el principal antagonista y, a partir del final de la tercera temporada, se desconoce su destino. En la temporada 6 se revela que ahora está en Los Ángeles y vive en la antigua casa de Shashi. Cleve lo compró después de que el gobierno lo incautara una vez que Shashi fue a prisión.
- Lanny Joon como Matsuo Mori (temporadas 3 y 6), un hombre que trabaja con Cleve y Rafaela. Matsuo tiene un brazo robótico que está vinculado a su sistema nervioso, que guio sus acciones hacia la visión de Cleve. Echo le quita el brazo durante el final de la temporada 3 y vuelve a la normalidad. Se une a los Spy Racers para derrotar a Cleve, y se desconoce su destino posterior. En la temporada 6 se revela que se mudó a las montañas de Los Ángeles y tomó un voto de silencio como arrepentimiento por sus acciones en la temporada 3. Más tarde revela que la programación de su brazo robótico se usó más tarde como base para la programación de IA de DANN.
- Danny Trejo como Tuco (temporada 4), el tío de Cisco, compañero teórico de la conspiración y un famoso luchador conocido como el Rey Ocelote.
- Big Show como Palindrome (temporada 4-6), uno de los principales agentes de la agencia, a quien se le encargó llevar a la Sra. Nowhere y al equipo de Tony ante la justicia cuando son incriminados por un robo. Después de descubrir el plan de Moray y ayudar a los Spy Racers a detenerlo, Palindrome comienza una relación con la Sra. Nowhere.
- Jason Hightower como Moray (temporada 4), un exmiembro vengativo de la agencia y ex de la Sra. Nowhere. Él la incrimina a ella y a los corredores de espías, mientras busca hacer realidad una profecía del fin del mundo con una máquina volcánica que podría destruir la mayor parte de la Ciudad de México.
- Se ha observado que otros actores de la comunidad de actuación de voz tienen papeles secundarios. Ellos incluyen: Carlos Alazraqui, Eric Bauza, Fred Tatasciore, Grey Griffin, y Kevin Michael Richardson.[5][7]

## Episodios

### Resumen de la serie
| Temporada | Temporada | Título        | Episodios | Episodios | Lanzamiento original    | Lanzamiento original    |
| --------- | --------- | ------------- | --------- | --------- | ----------------------- | ----------------------- |
|           | 1         | –             | 8         | 8         | 26 de diciembre de 2019 | 26 de diciembre de 2019 |
|           | 2         | Rio           | 8         | 8         | 9 de octubre de 2020    | 9 de octubre de 2020    |
|           | 3         | Sahara        | 8         | 8         | 26 de diciembre de 2020 | 26 de diciembre de 2020 |
|           | 4         | Mexico        | 8         | 8         | 16 de abril de 2021     | 16 de abril de 2021     |
|           | 5         | South Pacific | 8         | 8         | 13 de agosto de 2021    | 13 de agosto de 2021    |
|           | 6         | Homecoming    | 12        | 12        | 17 de diciembre de 2021 | 17 de diciembre de 2021 |

### Temporada 1 (2019)
| N.º en serie | N.º en temp. | Título                  | Dirigido por  | Escrito por   | Fecha de emisión original |
| --- | ------------ | ----------------------- | ------------- | ------------- | ------------------------- |
| 1 | 1            | «Born a Toretto»        | Bret Haaland  | Tim Hedrick   | 26 de diciembre de 2019   |
| Tony Toretto compite y pierde ante el corredor local Mitch. Tony y su equipo se encuentran con el primo Dom cuando este último es secuestrado en una camioneta. Evaden a los perseguidores en motocicleta y encuentran la camioneta donde se revela que Dom estaba recomendando a Tony y la pandilla a la Sra. Nowhere como un equipo de nuevos agentes secretos que planean infiltrarse en una organización llamada SH1FT3R que usa las carreras callejeras como fachada para sus operaciones delictivas. Para unirse a SH1FT3R, Tony debe ganar una carrera secreta organizada por la reconocida corredora Layla Gray. Tony y la pandilla piratean la base de datos y toman prestado el auto de Mitch para participar en la carrera.                           |              |                         |               |               |                           |
| 2 | 2            | «Enter SH1FT3R»         | Micah Gunnell | Josh Hamilton | 26 de diciembre de 2019   |
| Tony se mantiene firme en la carrera clandestina, sobreviviendo a los ataques de Layla Gray y los otros corredores, además de utilizar varias armas instaladas en el auto de Mitch. Tony vincula la carrera con Layla, lo que la lleva a expulsar a Tony y su tripulación, pero Shashi Dhar, el líder de SH1FT3R, decide invitarlos a su fiesta posterior. Mientras Tony engaña con éxito a Shashi sobre sus razones para unirse a SH1FT3R y le cuenta un poco sobre su equipo, Shashi le ofrece a Tony y su equipo una oferta única; Evita que un equipo rival liderado por Scadan transporte un remolque de Yoka Spirit Water de Canadá a México y pueden unirse. A pesar de algunas complicaciones, Tony y la pandilla logran el trabajo y se unen a SH1FT3R. |              |                         |               |               |                           |
| 3 | 3            | «Ghost Town Grand Prix» | James Yang    | Mitch Iverson | 26 de diciembre de 2019   |
| Tony se une a una carrera contra Shashi, Layla y los otros corredores SH1FT3R en un pueblo fantasma a través de algunos túneles mineros. Aunque Tony podría intentar ganar la carrera fácilmente, su equipo le pide que siga a Shashi y Layla, que buscan un premio diferente. |              |                         |               |               |                           |
| 4 | 4            | «The Owl Job»           | Leo Riley     | May Chan      | 2019 de diciembre del 26  |
| Shashi reúne a Tony y Layla en una misión para robar algunos códigos de Sudarikov, un empresario ruso y traficante de armas de alto nivel. El resto del equipo de Tony irrumpe en la mansión de Shashi para encontrar las claves. |              |                         |               |               |                           |
| 5 | 5            | «The Celestial Vault»   | Micah Gunnell | Tim Hedrick   | 26 de diciembre de 2019   |
| Shashi usa los códigos de Sudarikov para desbloquear el acceso a una montaña de propiedad privada en la que él y los SH1FT3R compiten. Sin embargo, durante la carrera, Shashi revela que Tony y su equipo son traidores que trabajan para los federales, y ofrece una recompensa a los SH1FT3R para sacarlos de la carrera. En la cima de la montaña, Shashi recupera un satélite que contiene un automóvil exótico que es una de las llaves. Captura a Frostee y escapa con él y el auto. |              |                         |               |               |                           |
| 6 | 6            | «The Final Key»         | James Yang    | Josh Hamilton | 26 de diciembre de 2019   |
| Dado que la misión general es un fracaso, la Sra. Nowhere comienza a empacar todas las cosas de la tripulación. Layla llega y les advierte que Shashi planea recolectar todos los autos clave para habilitar una Llave maestra que le permitiría piratear cualquier dispositivo electrónico dentro del alcance, dándole un poder ilimitado. La Sra. Nowhere arresta a Layla y planea destruir el quinto y último automóvil que se encuentra en una base militar. Tony se ofrece a conseguirle a Shashi el quinto auto a cambio de Frostee, y entran a la base militar. |              |                         |               |               |                           |
| 7 | 7            | «Ignition»              | Leo Riley     | Mitch Iverson | 26 de diciembre de 2019   |
| Tony, Layla y la pandilla están en un avión espía con el quinto auto. Evaden la persecución de la Sra. Nowhere, después de lo cual el general Dudley arresta a la Sra. Nowhere y se hace cargo de las operaciones. Tony cambia el quinto auto por Frostee. Shashi usa los autos para desbloquear un área que contiene la llave maestra que tiene la forma de una máscara de visera. El general Dudley y sus tropas llegan, pero Shashi usa la llave maestra para controlar los drones y los vehículos para derrotarlos. Shashi y su equipo luego se dirigen a Las Vegas para matar al multimillonario Cleve Kelso, quien asesinó a sus padres. |              |                         |               |               |                           |
| 8 | 8            | «The Key to the Strip»  | Micah Gunnell | Tim Hedrick   | 26 de diciembre de 2019   |
| Shashi usa la llave maestra para invadir Las Vegas Strip, piratear Western Grid y vengarse de Cleve Kelso. Tony y la pandilla se apresuran a ir a Las Vegas para intentar detenerlo. |              |                         |               |               |                           |

### Temporada 2:Rio(2020)
| N.º en serie | N.º en temp. | Dirigido por           | Escrito por   | Fecha de emisión original |                       |
| --- | ------------ | ---------------------- | ------------- | ------------------------- | --------------------- |
| 9 | 1            | «Escape from L.A.»     | James Yang    | Josh Hamilton             | 9 de octubre de 2020  |
| Tony y la pandilla ahora son Spy Racers de pleno derecho y ayudan a la Sra. Nowhere a capturar al último miembro de la antigua tripulación SH1FT3R de Shashi, desmantelar una red de contrabando masiva y atrapar a un delincuente que había robado un disco duro con información confidencial. La Sra. Nowhere no quiere que la pandilla vaya a una misión internacional porque perdió a uno de sus agentes allí. Sin embargo, después de descubrir que uno de sus tatuajes es una fórmula, Gary accidentalmente deja escapar al criminal, por lo que la pandilla lo captura nuevamente. La Sra. Nowhere finalmente les permite ir a la misión a Río después de enterarse de que el agente que perdió era su vieja amiga Layla Gray. |              |                        |               |                           |                       |
| 10 | 2            | «That Sinking Feeling» | Leo Riley     | Ashley Soto Paniagua      | 9 de octubre de 2020  |
| Después de deshacerse de la policía brasileña, la pandilla se encuentra en la jungla, pero sus vehículos quedan atrapados en arenas movedizas. Tony intenta hacerse cargo de la situación y no pedir la ayuda de la Sra. Nowhere, pero esto molesta a Echo, quien le permite resolverlo por su cuenta. Frostee y Cisco persiguen a un mono que ha robado la mochila con equipo de espionaje. Tony finalmente se disculpa con Echo y la pandilla se reagrupa para sacar los vehículos y sacudir a la policía nuevamente, y finalmente llegan a las afueras de Río. |              |                        |               |                           |                       |
| 11 | 3            | «Bem-vindo ao Rio»     | Micah Gunnell | Valeska Rodriguez         | 2020 de octubre del 9 |
| La pandilla disfruta asentándose en la cultura de Río. Tony muestra su tatuaje que tiene la fórmula para atraer a los mafiosos. Pronto son escoltados a través de las favelas hasta la mansión de la 'difunta' santa Rafaela Moreno, donde encuentran a Layla. A pesar de que Tony está convencido de que ella no se ha vuelto loca, Layla toma la fórmula y luego hace que los mafiosos ataquen al equipo, lo que los obliga a esconderse. Mientras tanto, la Sra. Nowhere persigue a otro criminal que intenta hacerse pasar por un príncipe. |              |                        |               |                           |                       |
| 12 | 4            | «Combustion»           | James Yang    | Emma Dudley               | 9 de octubre de 2020  |
| Con la pandilla de la familia Moreno y Layla todavía persiguiéndolos, Tony y Echo se refugian en una casa de seguridad mientras Cisco y Frostee pasan desapercibidos en una casa local. La Sra. Nowhere aparece y toma el mando haciendo que Echo rastree a Layla hasta un almacén en las afueras de la ciudad donde los gánsteres comienzan a producir en masa la fórmula y Cisco aprende lo que puede de los lugareños de la ciudad. Mientras tanto, Frostee encuentra una inestabilidad en la fórmula que la hace extremadamente volátil y explosiva. ¿Podrán Tony y Echo salvar a una persistente e ignorante Layla antes de que un camión cisterna con la fórmula se lleve la mitad de las favelas y a ella con él? |              |                        |               |                           |                       |
| 13 | 5            | «Driving Blind»        | George Gipson | Mitch Iverson             | 9 de octubre de 2020  |
| Con Layla libre de la influencia de la fórmula, que resulta ser el control mental, Tony y su equipo deciden probar el potencial de la fórmula en sí mismos. Mientras tanto, Layla regresa encubierta para exponer al verdadero cabecilla de la pandilla; Santa Rafaela Moreno quien aparentemente fingió su muerte en una carrera hace 1 año. ¡Pero Layla termina exponiéndose a sí misma y al equipo cuando gana una carrera a través de las Favelas contra un conductor misterioso controlado mentalmente que se revela como la Sra. Nowhere! lo que resulta en la captura de Tony y su equipo. |              |                        |               |                           |                       |
| 14 | 6            | «An Echo of Nowhere»   | Micah Gunnell | Tim Hedrick               | 2020 de octubre del 9 |
| Tony, su equipo y Gary están encerrados en el almacén de fórmulas por Rafaela y Nowhere. A cambio de la seguridad de su familia, Frostee acepta estabilizar la fórmula, lo que le da a Echo la oportunidad de escapar y sacarlos con el Hauler, que recientemente descubrió que puede reconfigurar sus llantas para conducir a través de arenas movedizas. Nowhere la busca en la jungla y Echo debe recurrir a tácticas primitivas y de pensamiento rápido para derrotarla. Tony y Cisco le dan a Layla un vistazo de cómo conocieron a Echo y Layla ayuda a tranquilizar a Tony para que tenga más confianza en su familia. |              |                        |               |                           |                       |
| 15 | 7            | «The Patroness»        | James Yang    | Josh Hamilton             | 9 de octubre de 2020  |
| Con la Sra. Nowhere liberada de la fórmula, Echo regresa al almacén con el Transportista para salvar al resto de la pandilla. Pero con Frostee estabilizando la fórmula y con Tony y Layla bajo su control, Rafaela entra en la carrera con la esperanza de eliminar a los otros corredores de la familia del crimen y luego liberar la fórmula poniendo a todos bajo su control. Echo, Nowhere y los demás se dirigen a la carrera en el Hauler para tratar de detenerla cuando Tony y Layla le revelan que Frostee creó un antídoto que evitó que fueran controlados. Pero sus esfuerzos por detener a Rafaela fallan cuando ella lanza la Fórmula sobre la multitud y les ordena matar a Tony y la pandilla. |              |                        |               |                           |                       |
| 16 | 8            | «Tchau, Uggos»         | George Gipson | Tim Hedrick               | 9 de octubre de 2020  |
| Rafaela controla la ciudad y la pandilla de Tony está atrapada en el Hauler tratando de idear un plan. Rafaela se va a robar a las otras familias criminales mientras Tony, Layla, Echo y Cisco se escabullen y trabajan para alcanzarla. Mientras tanto, Frostee trabaja para encontrar una manera de revertir el efecto de la fórmula en la gente de Río. Tony y Layla persiguen a Rafaela y al agente de INTERPOL Medina a bordo del avión espía de la Sra. Nowhere y descubren que ella hizo todo esto para liberar a su madre, la científica que creó la fórmula de control mental, de la prisión. Tony usa una pequeña cámara Pico para grabar la confesión, luego Frostee usa la grabación para liberar a Tony y Layla de sus ataduras, capturar a Rafaela y liberar la ciudad. La gente de la ciudad y el equipo de Tony celebran con una gran fiesta de baile. |              |                        |               |                           |                       |

### Temporada 3:Sahara(2020)
| N.º en serie | N.º en temp. | Título                   | Dirigido por  | Escrito por             | Fecha de emisión original |
| ------------ | ------------ | ------------------------ | ------------- | ----------------------- | ------------------------- |
| 17           | 1            | «The Giant Haboob»       | Micah Gunnell | Tim Hedrick Emma Dudley | 26 de diciembre de 2020   |
| 18           | 2            | «The Dead End»           | James Yang    | Josh Hamilton           | 2020 de diciembre del 26  |
| 19           | 3            | «The Empty Well»         | George Gipson | Emma Dudley             | 2020 de diciembre del 26  |
| 20           | 4            | «The Hunt»               | Micah Gunnell | Mitch Iverson           | 26 de diciembre de 2020   |
| 21           | 5            | «The Bedouin Shield»     | James Yang    | Tim Hedrick             | 2020 de diciembre del 26  |
| 22           | 6            | «The Eye of the Sahara»  | George Gipson | Josh Hamilton           | 2020 de diciembre del 26  |
| 23           | 7            | «RoboCleve»              | Micah Gunnell | Emma Dudley             | 2020 de diciembre del 26  |
| 24           | 8            | «Sirocco Fire Explosion» | James Yang    | Tim Hedrick             | 26 de diciembre de 2020   |

### Temporada 4:Mexico(2021)
| N.º en serie | N.º en temp. | Título                            | Dirigido por            | Escrito por                  | Fecha de emisión original |
| ------------ | ------------ | --------------------------------- | ----------------------- | ---------------------------- | ------------------------- |
| 25           | 1            | «Chasing Phantoms»                | George Gipson Leo Riley | Josh Hamilton                | 16 de abril de 2021       |
| 26           | 2            | «The Convoy»                      | Micah Gunnell           | Emma Dudley                  | 16 de abril de 2021       |
| 27           | 3            | «The Fugitives»                   | James Yang              | Lauren Otero                 | 16 de abril de 2021       |
| 28           | 4            | «That's a Moray»                  | George Gipson Leo Riley | Mellori Velasquez            | 16 de abril de 2021       |
| 29           | 5            | «The Ocelot King vs. El Mariposa» | Micah Gunnell           | Joanna Lewis Kristine Songco | 16 de abril de 2021       |
| 30           | 6            | «The Siege»                       | James Yang              | Josh Hamilton                | 16 de abril de 2021       |
| 31           | 7            | «Into the Labyrinth»              | Leo Riley               | Emma Dudley                  | 16 de abril de 2021       |
| 32           | 8            | «Don't Go Chasing Lavafalls»      | Micah Gunnell           | Tim Hedrick                  | 16 de abril de 2021       |

### Temporada 5:South Pacific(2021)
| N.º en serie | N.º en temp. | Título                      | Dirigido por  | Escrito por   | Fecha de emisión original |
| ------------ | ------------ | --------------------------- | ------------- | ------------- | ------------------------- |
| 33           | 1            | «R.O.A.M. Around the World» | James Yang    | May Chan      | 13 de agosto de 2021      |
| 34           | 2            | «The Rescue»                | George Gipson | Josh Hamilton | 13 de agosto de 2021      |
| 35           | 3            | «Anchors Away»              | Micah Gunnell | Emma Dudley   | 13 de agosto de 2021      |
| 36           | 4            | «Driving and Crying»        | James Yang    | Tim Hedrick   | 13 de agosto de 2021      |
| 37           | 5            | «Ride and Die»              | George Gipson | May Chan      | 13 de agosto de 2021      |
| 38           | 6            | «Ex Machina»                | Micah Gunnell | Josh Hamilton | 13 de agosto de 2021      |
| 39           | 7            | «The Takeover»              | James Yang    | Emma Dudley   | 13 de agosto de 2021      |
| 40           | 8            | «The Toretto Virus»         | George Gipson | Tim Hedrick   | 13 de agosto de 2021      |

### Temporada 6:Homecoming(2021)
| N.º en serie | N.º en temp. | Título                             | Dirigido por               | Escrito por   | Fecha de emisión original |
| ------------ | ------------ | ---------------------------------- | -------------------------- | ------------- | ------------------------- |
| 41           | 1            | «Incineration Day»                 | Micah Gunnell              | Josh Hamilton | 2021 de diciembre del 17  |
| 42           | 2            | «Snowed In»                        | James Yang                 | Kyel White    | 17 de diciembre de 2021   |
| 43           | 3            | «Rafaela's Raf-venge»              | George Gipson              | Emma Dudley   | 17 de diciembre de 2021   |
| 44           | 4            | «Fun on the Autobahn»              | Micah Gunnell              | Josh Hamilton | 17 de diciembre de 2021   |
| 45           | 5            | «Detonation»                       | James Yang                 | Emma Dudley   | 17 de diciembre de 2021   |
| 46           | 6            | «Meltdown»                         | George Gipson              | Tim Hedrick   | 17 de diciembre de 2021   |
| 47           | 7            | «Hollywood Beginning»              | Micah Gunnell              | Josh Hamilton | 17 de diciembre de 2021   |
| 48           | 8            | «Dann Hunt»                        | James Yang                 | Emma Dudley   | 17 de diciembre de 2021   |
| 49           | 9            | «Wildcat»                          | George Gipson              | Tim Hedrick   | 17 de diciembre de 2021   |
| 50           | 10           | «Oil and Water»                    | Micah Gunnell              | Kyel White    | 17 de diciembre de 2021   |
| 51           | 11           | «Say Goodbye to Hollywood, Part 1» | James Yang                 | Josh Hamilton | 17 de diciembre de 2021   |
| 52           | 12           | «Say Goodbye to Hollywood, Part 2» | George Gipson Bret Haaland | Tim Hedrick   | 17 de diciembre de 2021   |

## Producción
El 23 de abril de 2018, se anunció que Netflix había dado a la producción un pedido de serie. Los productores ejecutivos incluirán a Tim Hedrick, Bret Haaland (The Penguins of Madagascar, Kung Fu Panda: Legends of Awesomeness y All Hail King Julien), Vin Diesel, y Chris Morgan. También se espera que Hedrick y Haaland actúen como showrunners. Las productoras involucradas en la serie incluyen DreamWorks Animation. La serie llega después de la adquisición de DreamWorks Animation por parte de NBCUniversal, que incluye un primer vistazo a la serie animada de DreamWorks Animation basada en las propiedades cinematográficas de Universal Pictures.  Los miembros del reparto se anunciaron el 18 de noviembre de 2019.

## Estreno
Fast & Furious: Spy Racers se estrenó en Netflix el 26 de diciembre de 2019. El 7 de diciembre se llevó a cabo un evento de alfombra roja de estreno mundial en Universal Cinema en Los Ángeles. La segunda temporada se estrenó el 9 de octubre de 2020. 
La tercera temporada se estrenó el 26 de diciembre de 2020. La cuarta temporada se estrenó el 16 de abril de 2021. La quinta temporada se estrenó el 13 de agosto de 2021. La sexta temporada titulada Homecoming se estrenó el 17 de diciembre de 2021. Que se estrenó una serie animada de cortos llamada rápidos y furiosos destinos motorizados

## Recepción
El sitio web agregador de reseñas Rotten Tomatoes reportó un índice de aprobación del 83%, basado en 6 reseñas, con una calificación promedio de 7.5/10.

## Videojuego
En mayo de 2021, DreamWorks Animation y Universal anunciaron que se está trabajando en un juego basado en la serie de Netflix titulado Fast & Furious: Spy Racers Rise of SH1FT3R de 3D Clouds y Outright Games. Se publicó el 5 de noviembre de 2021. El juego cuenta una historia original separada de la serie y tiene 17 pistas basadas en ubicaciones de la serie, incluidos Los Ángeles, Río de Janeiro, el desierto del Sahara y el Pacífico Sur.